# Sintez Kazan
Sintez je ruski vaterpolski klub iz grada Kazana.
Klub je osnovan 1974. 
Višegodišnji glavni pokrovitelj ovog kluba je ОАО "КАЗАНЬОРГСИНТЕЗ" iz Kazana.
Klub igra svoje domaće utakmice na plivalištu "Orgsintez" u Kazanu, koje se nalazi u ulici H. Jamaševa 7.

## Klupski uspjesi
Rusko prvenstvo:
- 2004./05.: treći
- 2005./06.: drugi
- 2006./07.: prvaci (1. i krajem ligaškog dijela natjecanja)
- 2007./08.: drugi

- ruski kup (Кубок России): 2005.

- kup LEN: 
  - pobjednik: 2006./07.
  - sudionik završnice 2005./06.

## Vanjske poveznice
- http://www.sintez-kazan.ru  Arhivirana inačica izvorne stranice od 7. ožujka 2021. (Wayback Machine) Službene stranice
- Članak na tatarinform.ru  Arhivirana inačica izvorne stranice od 29. rujna 2007. (Wayback Machine) Izvješće s utakmice završnice LENA kupa 2006/07.